# Résistance civile
La résistance civile est un type d'action non-violente contre un pouvoir particulier. 

## Origine du terme
Le terme est originaire de l'anglais civil resistance, qui a été promu par l'International Center on Nonviolent Conflict, une organisation non gouvernementale basée à Washington, DC (États-Unis), depuis sa fondation en 2002. Des synonymes comprennent action non-violente, résistance non-violente, conflit non-violent et pouvoir du peuple. Le chercheur et historien Jacques Semelin est attribué avec l'adoption du terme résistance civile, traduit de l'anglais, en français et a employé ce terme de nombreuses fois dans ses œuvres académiques.

## Caractéristiques
Elle implique une série d'activités multiples et durables contre un pouvoir particulier, d'où le terme de résistance. L'adjectif « civil » dans ce contexte désigne ce qui appartient à un citoyen ou de la société (ce qui implique souvent que les objectifs d'un mouvement sont des «civils» dans le sens d'être largement partagées dans une société[Quoi ?]), et aussi ce qui est non-violent de caractère. La résistance civile se trouve à travers l'histoire[Quoi ?], et peut impliquer une grande variété de formes d'action. Elle opère à travers plusieurs mécanismes distincts de changement, notamment par la persuasion (par exemple par des manifestations et des pétitions), par l'économie et des politiques de non-coopération (par exemple par des grèves et des boycotts) et l'intervention non-violente (par exemple, des sit-ins et la création d'institutions parallèles de gouvernance). Il existe aussi la construction d'institutions alternatives ou parallèles, telle que la production de sel par les Indiens pendant le règne colonial des Britanniques, afin que les Indiens puissent s'approprier d'une partie de leur indépendance. La résistance civile a été utilisée dans de nombreux types de combats : par exemple, contre le colonialisme, les occupations étrangères, les coups d'État militaires, les régimes dictatoriaux, la discrimination raciale et de genre. Elle a également été utilisée contre certaines politiques des gouvernements démocratiquement élus.
Le terme est distinct à la fois de la désobéissance civile et de l'action directe non-violence, car il décrit une campagne soutenue plutôt qu'une seule action ou type de protestation. Une autre compréhension[Quoi ?] de la résistance civile est la différence entre « désobéissance » et « résistance », par exemple les mouvements anti-guerre actuels pensent que leurs récentes manifestations affichent une résistance à la politique illégale et immorale, plutôt que de désobéir à des lois spécifiques. Ils reconnaissent l'importance historique de la désobéissance face aux lois Jim Crow, par exemple, mais insistent pour que leurs actions et leurs objectifs soient différents.
Ce qui fait la force de la résistance civile, c'est la non-violence (cf Gandhi) et le pacifisme de ces mouvements les distinguant de toute autre révolution, car l'État ne peut riposter en utilisant le "monopole de la violence légitime", c'est-à-dire l'armée ou la police, sans paraître comme toujours plus tyrannique, et ainsi en renforçant l'idée, pour le peuple, que le pouvoir en place est manifestement despotique, accroissant la légitimité du mouvement et le phénomène inverse pour l'action du pouvoir en vigueur. L'État peut toutefois requalifier de violentes des actions pacifiques comme des grèves ("prise en otage"...) pour justifier une intervention policière aux yeux de l'opinion publique.
Ce mouvement, à la fois efficace (Timor oriental entre 1988 et 1999, Philippines en 1986, Birmanie en 2006 ont connu ce mode d'action sociale) et en grande expansion permet au peuple, non seulement de gagner une plus grande indépendance et de plus larges libertés, mais en plus d'accroître de leur investissement dans la politique et la création de groupes sociaux créant du politique par leurs actions et leurs revendications : c'est l'intervention de la société civile.
Cette intervention est prouvée : 53 %, d'après une étude statistique,, de ces mouvements fonctionnent contre 26 % lorsqu'il s'agit d'actions violentes.
La légitimité de ces actions est indéniable mais encore difficile parfois, comme au Népal en 2006 ou en Birmanie en 2007.